# Sibara angelorum
Sibara angelorum är en korsblommig växtart som först beskrevs av Sereno Watson, och fick sitt nu gällande namn av Edward Lee Greene. Sibara angelorum ingår i släktet Sibara och familjen korsblommiga växter. Inga underarter finns listade i Catalogue of Life.